# 平井克典
平井 克典（ひらい かつのり、1991年12月20日 - ）は、愛知県一宮市出身のプロ野球選手（投手）。右投右打。埼玉西武ライオンズ所属。
NPBのパシフィック・リーグにおける、シーズン最多登板数記録保持者。

## 経歴

### プロ入り前
一宮市立浅野小学校を卒業後、一宮市立南部中学校へ進学し、愛知江南ボーイズの第18期生として所属した。
飛龍高等学校では、1年夏からベンチ入りを果たす。2年夏には、チームのベスト4入りに貢献した。しかし、3年夏は登板機会がなく、チームも3回戦で敗退。在学中は控え投手だった。
高校卒業後、愛知産業大学経営学部総合経営学科へ入学。3年春には当時2部リーグだったチームのリーグ優勝に貢献した。さらに1部6位だった愛知工業大学を下し1部昇格を果たし、1部リーグでは2シーズンで計2勝を挙げる。しかし大学時代には企業チームからオファーはなく、Honda鈴鹿硬式野球部に自ら売り込みをかけて採用を勝ち取った。
大学卒業後は本田技研工業に入社し、鈴鹿野球部でプレーした。社会人1年目はオーバースローだったが、結果を残せず秋にサイドスローに転向。社会人3年目でブレイクし、JABA長野大会ではMVPを獲得。都市対抗野球でも2勝を挙げ、チームのベスト8入りに貢献した。また、日本選手権ではエースとして投げ、1回戦の新日鉄住金広畑戦にて9回途中無失点の好投で勝利投手になるも、酒居知史擁する大阪ガスとの2回戦に敗れ、チームは敗退した。
2016年ドラフト会議で埼玉西武ライオンズから5位指名を受け入団。背番号は25。

### 西武時代
2017年5月23日に初めて出場選手登録となり、同27日の東北楽天ゴールデンイーグルス戦でプロ初登板を果たした。7月6日の北海道日本ハムファイターズ戦でプロ初勝利を挙げる。また、8月11日の千葉ロッテマリーンズ戦ではプロ初ホールドを記録するなど、シーズン終了まで登録抹消されることなく一軍ブルペンを支えた。ルーキーイヤーは一軍で42試合に登板し、2勝0敗4ホールド・防御率2.40を記録。オフの10月12日に第1回アジア プロ野球チャンピオンシップの日本代表に選出された。
2018年、初の開幕一軍入りを果たす。前年にセットアッパーを務めた牧田和久とブライアン・シュリッターが共に退団し、開幕当初は守護神である増田達至へ繋ぐ勝ちパターンの継投が日替わり制となった。しかし、候補に挙げられた髙橋朋己や野田昇吾、ニール・ワグナーが振るわず、武隈祥太と共にその役割を担った。5月に入ると調子を落とし、6月11日には出場選手登録を抹消。同22日に再登録されると復調し、7月下旬からは再び勝ちパターンを任されるようになった。この年は64試合の登板で3勝1敗21ホールド・防御率3.40を記録し、チーム10年ぶりのリーグ優勝に貢献。オフに2000万円増となる推定年俸3500万円で契約更改した。
2019年の開幕前は、勝ちパターンの継投が「状況や調子の良し悪しによってマーティン・ヒース・増田の3投手で回す」という方針があり、2年連続で開幕一軍入りは果たしたものの、開幕当初はホールドが付かない場面での登板が多かった。しかし、マーティン・ヒースの両助っ人投手に誤算が続き、5月下旬からは8回のセットアッパーに定着。投手陣の苦しい台所事情もあり、点差・状況・回またぎ・連投を厭わず登板数を重ねていった。9月20日の楽天戦にて稲尾和久が持つシーズン78登板のパ・リーグ記録に並び、翌21日の同カードでパ・リーグ新記録を樹立。その後も記録を伸ばし、チームのリーグ2連覇が決定した9月24日のロッテ戦でNPB歴代単独2位となるシーズン81試合登板を達成した。この年は81試合の登板で5勝4敗36ホールド・防御率3.50という成績を残し、チームのリーグ連覇に貢献。オフに6500万円増となる推定年俸1億円で契約更改した。
2020年は新型コロナウイルスの影響で120試合制ならびに開幕延期となった。6月の開幕は一軍で迎えたものの、7月中旬から失点が目立ち、セットアッパーの座を平良海馬に譲ることとなった。その後はホールドが付かない場面での登板が続くも、8月20日のオリックス・バファローズ戦でブルペンデーの1番手としてプロ初先発。5回2安打無失点と好投し、プロ初の先発勝利を挙げた。これをきっかけに先発・中継ぎと起用法が流動的となり、この年は41試合（4先発）の登板で5勝5敗7ホールド・防御率4.18という成績であった。オフに2000万円減となる推定年俸8000万円で契約更改した。
2021年は本格的に先発へ転向。開幕ローテーション入りし、3月28日のオリックス戦では6回無失点、4月4日のソフトバンク戦では5回2/3を2失点、同11日のロッテ戦では7回1失点、開幕から3戦3勝と好スタートを切った。しかし、そこから6試合勝ちが無く、その期間は2敗・防御率6.98と不振であり、5月31日に出場選手登録を抹消された。二軍調整を経て、6月30日のソフトバンク戦に先発したが、4回7失点で敗戦投手。その後は日程の都合もあり、リリーフとして3試合に登板し前半戦を終えると、エキシビションマッチでもリリーフ起用が続き、西口文也投手コーチから配置転換が明言された。後半戦に入り、14試合のリリーフ登板で1勝2ホールド・防御率1.59と結果を残した。9月25日のロッテ戦で先発復帰を果たしたものの、6回途中3失点で敗戦投手。翌26日に出場選手登録を抹消されて以降は右前腕の負傷により、残りのシーズンをリハビリに費やした。この年は25試合の登板で4勝4敗2ホールド・防御率4.22という成績にとどまり、11先発で3勝4敗・防御率4.99と先発としては結果を残せなかった。オフに1200万円減となる推定年俸6800万円で契約更改した。
2022年は中継ぎとして開幕を一軍で迎え、16試合のリリーフ登板で2勝3敗2ホールド・防御率1.62を記録。しかし、松本航とスミスの離脱を受け、5月16日に出場選手登録を抹消された。二軍戦での先発調整を経て、同28日の横浜DeNAベイスターズ戦でシーズン初先発。5回6安打4四死球2失点という内容ながら打線の大量援護にも助けられ、2021年4月11日以来の先発白星を挙げると、8月後半まで先発ローテーションを守った。その後はチーム事情もあって、リリーフ→先発→リリーフと流動的な起用となり、9月21日には出場選手登録を抹消された。ポストシーズンも含め、抹消後は一軍登板が無くシーズンを終えたものの、この年は30試合（13先発）の登板で6勝8敗2ホールド・防御率2.89という成績を残した。オフの契約更改では、球団からの複数年契約を固辞し、1200万円増となる推定年俸8000万円の単年契約にサインした。
2023年は平良海馬の先発転向があり、リリーフに専念。これまでとは異なり、自主トレ期間からトレーナーをつけたウエイト中心のメニューに取り組むと、ストレートの球速は最速・平均ともにキャリアハイの数値に向上した。シーズンでは開幕からセットアッパーの座を守り、ロッテとのレギュラーシーズン最終戦では通算100ホールドを達成。この年はチーム最多の54試合に登板して4勝3敗・防御率2.55、リーグ2位の28ホールドと好成績を残した。シーズン中に国内FA権を取得しており、オフに「（西武に）残りたいという気持ちが大きい」としつつも、「もやもやした気持ちがある」「もう少し時間をかけて話がしたい」と国内FA権を行使。12月13日に西武への残留が発表され、球団とは再契約金なしで推定年俸9000万円の2年契約を締結した。
2024年は春季キャンプをA班でスタートし、オープン戦最終戦にも登板したが、オープン戦では4試合に登板して防御率4.50という成績であり、7年ぶりに開幕を二軍で迎えた。4月24日に出場選手登録され、5月終了時点では9試合に登板し、0勝0敗4ホールド・防御率1.29を記録。ただ、6月5日の東京ヤクルトスワローズ戦ではチームが6回裏に1-2と逆転され、なおも二死一・二塁でホセ・オスナを迎えた場面から登板するも、3点本塁打を被弾した。さらに同13日の広島東洋カープ戦で2/3回を3失点、打者7人に対して5安打と打ち込まれると、6月15日に登録抹消。その後の一軍登板はなく、この年は0勝0敗4ホールド・防御率4.66、自己最少となる13試合の登板に終わった。

## 選手としての特徴・人物
スリークォーターに近いサイドスローで投げる。「スライダーだけは磨き続けてきた」と、握りを試行錯誤しながら切れ味を増していったスライダーを軸に、安定感のある投球をみせる。直球は148km/hを記録している。その他の球種としてカットボールやシュートがあり、2019年シーズンからはフォークを投じるようになったほか、稀にチェンジアップも織り交ぜている。
高校ならびに社会人時代は野球で泣いたことがなかった。2018年9月27日、福岡ソフトバンクホークス戦にて甲斐拓也に逆転適時打を浴びマウンドを降りたが、8回裏の秋山翔吾による逆転本塁打の際に涙を流しながら秋山を迎えた。

## 詳細情報

### 年度別投手成績
| 年 度     | 球 団     | 登 板 | 先 発 | 完 投 | 完 封 | 無 四 球 | 勝 利 | 敗 戦 | セ 丨 ブ | ホ 丨 ル ド | 勝 率 | 打 者 | 投 球 回 | 被 安 打 | 被 本 塁 打 | 与 四 球 | 敬 遠 | 与 死 球 | 奪 三 振 | 暴 投 | ボ 丨 ク | 失 点 | 自 責 点 | 防 御 率 | W H I P |
| --------- | --------- | ----- | ----- | ----- | ----- | -------- | ----- | ----- | -------- | ----------- | ----- | ----- | -------- | -------- | ----------- | -------- | ----- | -------- | -------- | ----- | -------- | ----- | -------- | -------- | ------- |
| 2017      | 西武      | 42    | 0     | 0     | 0     | 0        | 2     | 0     | 0        | 4           | 1.000 | 184   | 45.0     | 43       | 4           | 10       | 0     | 3        | 42       | 3     | 1        | 15    | 12       | 2.40     | 1.18    |
| 2018      | 西武      | 64    | 0     | 0     | 0     | 0        | 3     | 1     | 0        | 21          | .750  | 217   | 53.0     | 40       | 9           | 19       | 0     | 2        | 54       | 1     | 0        | 22    | 20       | 3.40     | 1.11    |
| 2019      | 西武      | 81    | 0     | 0     | 0     | 0        | 5     | 4     | 0        | 36          | .556  | 354   | 82.1     | 77       | 6           | 32       | 3     | 6        | 66       | 4     | 0        | 33    | 32       | 3.50     | 1.32    |
| 2020      | 西武      | 41    | 4     | 0     | 0     | 0        | 5     | 5     | 0        | 7           | .500  | 260   | 60.1     | 60       | 3           | 23       | 2     | 1        | 53       | 3     | 0        | 35    | 28       | 4.18     | 1.38    |
| 2021      | 西武      | 25    | 11    | 0     | 0     | 0        | 4     | 4     | 0        | 2           | .500  | 327   | 74.2     | 85       | 7           | 19       | 0     | 6        | 55       | 2     | 0        | 40    | 35       | 4.22     | 1.39    |
| 2022      | 西武      | 30    | 13    | 0     | 0     | 0        | 6     | 8     | 0        | 2           | .429  | 349   | 81.0     | 77       | 7           | 27       | 1     | 6        | 48       | 1     | 0        | 34    | 26       | 2.89     | 1.28    |
| 2023      | 西武      | 54    | 0     | 0     | 0     | 0        | 4     | 3     | 0        | 28          | .571  | 222   | 53.0     | 46       | 3           | 22       | 3     | 1        | 29       | 1     | 0        | 15    | 15       | 2.55     | 1.28    |
| 2024      | 西武      | 13    | 0     | 0     | 0     | 0        | 0     | 0     | 0        | 4           | ----  | 46    | 9.2      | 14       | 1           | 3        | 0     | 0        | 6        | 0     | 0        | 5     | 5        | 4.66     | 1.76    |
| 通算：8年 | 通算：8年 | 350   | 28    | 0     | 0     | 0        | 29    | 25    | 0        | 104         | .537  | 1959  | 459.0    | 442      | 40          | 155      | 9     | 25       | 353      | 15    | 1        | 199   | 173      | 3.39     | 1.30    |

- 2024年度シーズン終了時
- 各年度の太字はリーグ最多

### 年度別守備成績
| 年 度 | 球 団 | 投手  | 投手  | 投手  | 投手  | 投手  | 投手     |
| 年 度 | 球 団 | 試 合 | 刺 殺 | 補 殺 | 失 策 | 併 殺 | 守 備 率 |
| ----- | ----- | ----- | ----- | ----- | ----- | ----- | -------- |
| 2017  | 西武  | 42    | 5     | 1     | 0     | 0     | 1.000    |
| 2018  | 西武  | 64    | 5     | 5     | 0     | 0     | 1.000    |
| 2019  | 西武  | 81    | 4     | 9     | 0     | 0     | 1.000    |
| 2020  | 西武  | 41    | 4     | 15    | 3     | 2     | .864     |
| 2021  | 西武  | 25    | 8     | 11    | 1     | 0     | .950     |
| 2022  | 西武  | 30    | 5     | 13    | 0     | 0     | 1.000    |
| 2023  | 西武  | 54    | 3     | 14    | 0     | 1     | 1.000    |
| 2024  | 西武  | 13    | 1     | 0     | 0     | 0     | 1.000    |
| 通算  | 通算  | 350   | 35    | 68    | 4     | 3     | .963     |

- 2024年度シーズン終了時
- 各年度の太字はリーグ最多

### 記録
初記録
投手記録
- 初登板：2017年5月27日、対東北楽天ゴールデンイーグルス8回戦（Koboパーク宮城）、7回裏に4番手で救援登板、1回無失点
- 初奪三振：同上、7回裏に岡島豪郎から空振り三振
- 初勝利：2017年7月6日、対北海道日本ハムファイターズ13回戦（札幌ドーム）、4回裏に2番手で救援登板、1回2/3を1失点
- 初ホールド：2017年8月11日、対千葉ロッテマリーンズ17回戦（ZOZOマリンスタジアム）、6回裏に2番手で救援登板、2/3回を無失点
- 初先発・初先発勝利：2020年8月20日、対オリックス・バファローズ9回戦（京セラドーム大阪）、5回無失点

打撃記録
- 初打席：2019年6月23日、対阪神タイガース3回戦（阪神甲子園球場）、8回表に島本浩也から三振

節目の記録
- 100ホールド：2023年10月3日、対千葉ロッテマリーンズ25回戦（ZOZOマリンスタジアム）、8回裏に2番手で救援登板、1回無失点 ※史上46人目[99]

その他の記録
- シーズン81登板：2019年 ※歴代2位、パ・リーグ記録
- オールスターゲーム出場：1回（2019年）

### 背番号
- 25（2017年 - ）

### 登場曲
- 「Warriors」AK-69（2017年）
- 「全てが僕の力になる!」くず（2018年）
- 「キング&クイーン」ポルノグラフィティ（2018年）
- 「ガムシャララ」ナオト・インティライミ（2019年）

### 代表歴
- 2017 アジア プロ野球チャンピオンシップ 日本代表